# Schweizer Parlamentswahlen 1875/Resultate Nationalratswahlen

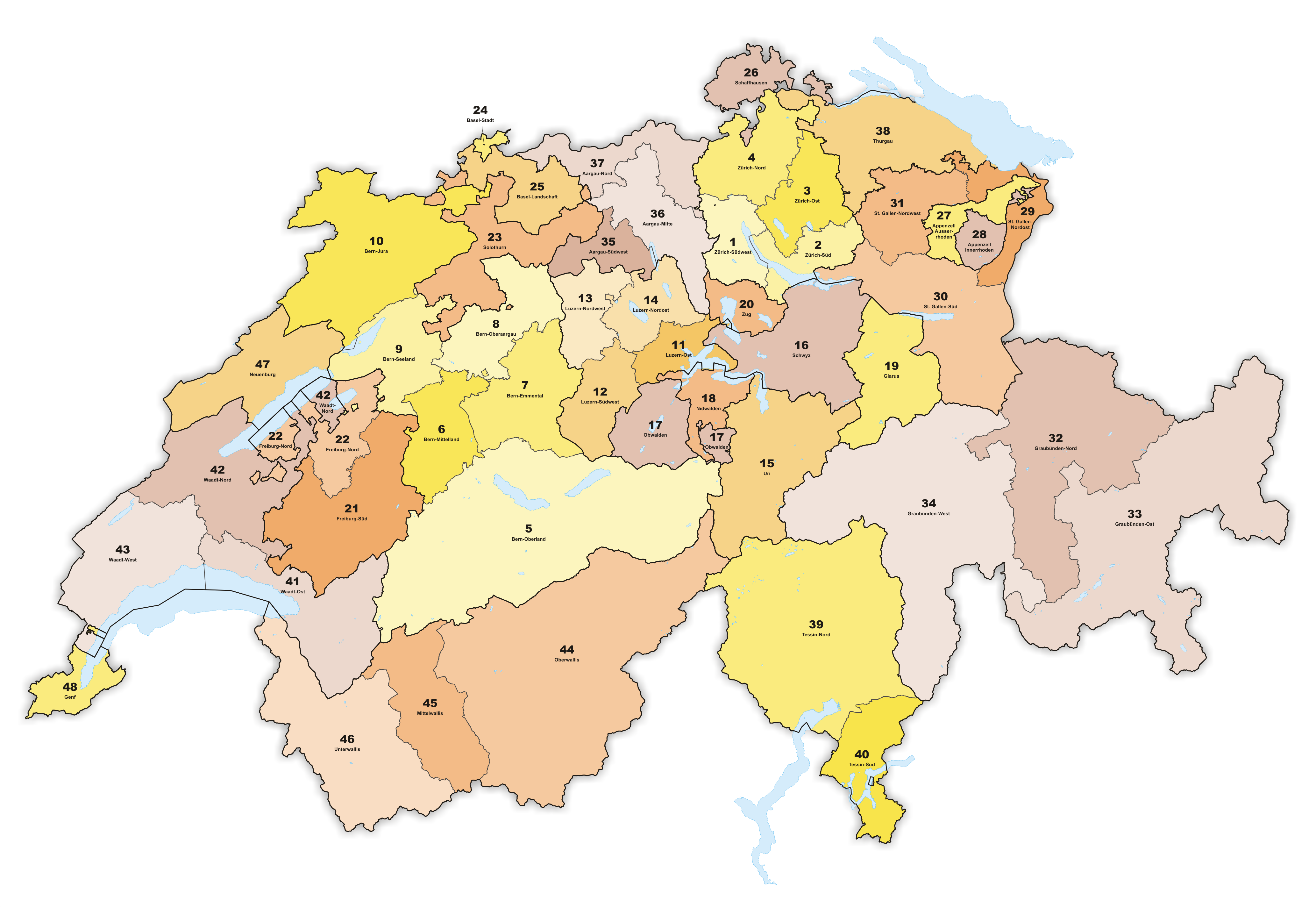
Nationalratswahlkreise von 1872 bis 1881

Die Nationalratswahlen der 10. Legislaturperiode fanden am 31. Oktober 1875 statt. Neu zu besetzen waren 135 Sitze im schweizerischen Nationalrat. Auf dieser Seite findet sich eine Übersicht über die detaillierten Resultate in den Kantonen.

## Erklärungen
Wie bei allen Wahlen vor der Einführung des heute üblichen Proporzwahlrechts im Jahr 1919 gelangte das Majorzwahlrecht zur Anwendung. Das Land war zu diesem Zweck in 48 unterschiedlich grosse Nationalratswahlkreise unterteilt, in denen ein bis fünf Sitze zu vergeben waren. Angewendet wurde die so genannte romanische Mehrheitswahl, bei der ein Kandidat die absolute Mehrheit der abgegebenen Stimmen benötigte, um gewählt zu werden. Jeder Wähler hatte so viele Stimmen, wie Sitze zu vergeben waren. In einzelnen Wahlkreisen waren bis zu drei Wahlgänge notwendig.
- Wahlkreis: Die Wahlkreise waren fortlaufend nummeriert, geordnet nach der Reihenfolge der Kantone in der schweizerischen Bundesverfassung. Aufgrund der wechselnden Anzahl Wahlkreise im Laufe der Jahre erhielten manche mehrmals eine neue Nummer. Deshalb besitzen die weiterführenden Artikel ein Lemma mit einer inoffiziellen geographischen Bezeichnung.
- Gewählte Kandidaten sind fett markiert, nicht gewählte Kandidaten sind kursiv markiert

## Parteien
Eine Zuordnung von Kandidaten zu Parteien und politischen Gruppierungen ist nur bedingt möglich, da sie nicht auf offiziellen Parteilisten kandidierten. Der politischen Wirklichkeit des 19. Jahrhunderts entsprechend kann man eher von Parteiströmungen oder -richtungen sprechen. Die verwendeten Parteibezeichnungen sind daher eine ideologische Einschätzung.
- FL = Freisinnige Linke (Freisinnige, Radikale, Radikaldemokraten)
- LM = Liberale Mitte (Liberale, Liberaldemokraten)
- KK = Katholisch-Konservative
- ER = Evangelische Rechte (evangelische/reformierte Konservative)
- DL = Demokratische Linke (extreme Linke, Demokraten, Demokratische Partei)

## Ergebnisse der Nationalratswahlen

### Kanton Aargau (10 Sitze)
| Wahlkreis | Sitze | Datum            | Wahlbe- rechtigte | Anzahl Wählende | Wahlbe- teiligung | Gewählte und Nichtgewählte                                                         | Partei            | Stimmen                             | Anteil                                    |
| --------- | ----- | ---------------- | ----------------- | --------------- | ----------------- | ---------------------------------------------------------------------------------- | ----------------- | ----------------------------------- | ----------------------------------------- |
| Nr. 35    | 3     | 31. Oktober 1875 | 10 780            | 9 798           | 90,9 %            | Arnold Künzli Carl Feer-Herzog Johann Haberstich Ludwig Karrer Theodor Lang        | FL LM FL FL       | 8 494 5 869 5 631 2 990 2 264       | 99,9 % 69,0 % 66,2 % 35,2 % 26,6 %        |
| Nr. 36    | 4     | 31. Oktober 1875 | 17 304            | 14 335          | 82,8 %            | Peter Suter Theodor Haller Hans Weber Robert Straub Josef Meienberg Andreas Müller | FL FL LM FL KK KK | 8 163 7 865 7 583 7 535 4 209 3 908 | 62,1 % 59,8 % 57,6 % 57,3 % 32,0 % 29,7 % |
| Nr. 37    | 3     | 31. Oktober 1875 | 13 477            | 11 223          | 83,3 %            | Emil Welti Karl von Schmid Arnold Münch K. F. S. Fahrländer Emil Albert Baldinger  | LM KK LM KK       | 9 991 7 732 5 544 4 734 1 840       | 106,5 % 82,4 % 59,1 % 50,5 % 19,6 %       |
| Nr. 37    | 3     | 24. Januar 1876  | 13 309            | 11 226          | 84,4 %            | Emil Albert Baldinger K. F. S. Fahrländer                                          | KK LM             | 5 782 4 882                         | 52,6 % 44,4 %                             |

### Kanton Appenzell Ausserrhoden (2 Sitze)
| Wahlkreis | Sitze | Datum                           | Wahlbe- rechtigte | Anzahl Wählende | Wahlbe- teiligung | Gewählte und Nichtgewählte                                                                         | Partei      | Stimmen                       | Anteil                             |
| --------- | ----- | ------------------------------- | ----------------- | --------------- | ----------------- | -------------------------------------------------------------------------------------------------- | ----------- | ----------------------------- | ---------------------------------- |
| Nr. 27    | 2     | 31. Oktober 1875                | 12 805            | 10 607          | 82,8 %            | Christian Graf Johann Georg Tanner Johann Jakob Hohl Johann Ulrich Sutter-Sutter Daniel Hofstetter | FL FL LM LM | 7 797 4 142 1 419 1 258 1 130 | 79,9 % 42,5 % 14,5 % 12,9 % 11,6 % |
| Nr. 27    | 2     | 14. November 1875 (2. Wahlgang) | 12 569            | 10 376          | 82,6 %            | Johann Georg Tanner Daniel Hofstetter Johann Jakob Hohl                                            | FL LM FL    | 6 721 1 176 1 053             | 64,8 % 11,3 % 10,1 %               |

### Kanton Appenzell Innerrhoden (1 Sitz)
| Wahlkreis | Sitze | Datum            | Wahlbe- rechtigte | Anzahl Wählende | Wahlbe- teiligung | Gewählte und Nichtgewählte                                                    | Partei      | Stimmen                 | Anteil                      |
| --------- | ----- | ---------------- | ----------------- | --------------- | ----------------- | ----------------------------------------------------------------------------- | ----------- | ----------------------- | --------------------------- |
| Nr. 28    | 1     | 31. Oktober 1875 | 3 124             | 2 438           | 78,0 %            | Alois Broger Oskar Bischofberger Johann Baptist Rusch Karl Justin Sonderegger | KK FL KR LM | 1 201 0 693 0 203 0 139 | 51,2 % 29,6 % 08,7 % 05,9 % |

### Kanton Basel-Landschaft (3 Sitze)
| Wahlkreis | Sitze | Datum                           | Wahlbe- rechtigte | Anzahl Wählende | Wahlbe- teiligung | Gewählte und Nichtgewählte                                                          | Partei         | Stimmen                       | Anteil                             |
| --------- | ----- | ------------------------------- | ----------------- | --------------- | ----------------- | ----------------------------------------------------------------------------------- | -------------- | ----------------------------- | ---------------------------------- |
| Nr. 25    | 3     | 31. Oktober 1875                | 10 910            | 4 544           | 41,6 %            | Jakob Bernhard Graf Emil Frey Gédéon Thommen Niklaus Feigenwinter Rudolf Riggenbach | FL DL LM FL LM | 3 975 3 788 1 818 1 625 0 746 | 89,7 % 85,5 % 41,0 % 36,7 % 16,8 % |
| Nr. 25    | 3     | 14. November 1875 (2. Wahlgang) | 10 910            | 4 004           | 36,7 %            | Gédéon Thommen Niklaus Feigenwinter                                                 | LM FL          | 2 536 1 212                   | 63,8 % 30,5 %                      |

### Kanton Basel-Stadt (2 Sitze)
| Wahlkreis | Sitze | Datum            | Wahlbe- rechtigte | Anzahl Wählende | Wahlbe- teiligung | Gewählte und Nichtgewählte                                            | Partei      | Stimmen                 | Anteil                      |
| --------- | ----- | ---------------- | ----------------- | --------------- | ----------------- | --------------------------------------------------------------------- | ----------- | ----------------------- | --------------------------- |
| Nr. 24    | 2     | 31. Oktober 1875 | 9 615             | 4 514           | 46,9 %            | Karl Burckhardt-Iselin Wilhelm Klein Wilhelm Bischoff Carl Burckhardt | FL FL LM ER | 3 692 2 583 1 877 0 398 | 81,8 % 57,2 % 41,6 % 08,8 % |

### Kanton Bern (25 Sitze)
| Wahlkreis | Sitze | Datum            | Wahlbe- rechtigte | Anzahl Wählende | Wahlbe- teiligung | Gewählte und Nichtgewählte | Partei            | Stimmen                                                               | Anteil                                                                |
| --------- | ----- | ---------------- | ----------------- | --------------- | ----------------- | --- | ----------------- | --------------------------------------------------------------------- | --------------------------------------------------------------------- |
| Nr. 5     | 5     | 31. Oktober 1875 | ca. 20 500        | 10 853          | 52,9 %            | Wilhelm Teuscher Johannes Ritschard Jakob Scherz Carl Samuel Zyro Friedrich Seiler Johann Zürcher                                                                      | FL FL FL          | 06 886 06 663 06 311 05 547 05 260 04 927                             | 70,5 % 68,2 % 64,6 % 56,8 % 53,9 % 50,5 %                             |
| Nr. 6     | 4     | 31. Oktober 1875 | ca. 18 120        | 8 768           | 48,4 %            | Rudolf Rohr Rudolf Brunner Friedrich von Werdt Otto von Büren Jakob Stämpfli August von Gonzenbach Eduard von Sinner                                                   | FL FL ER FL ER ER | 06 420 04 636 04 299 03 788 03 617 02 482 02 393                      | 85,4 % 61,7 % 57,2 % 50,4 % 48,1 % 33,0 % 31,8 %                      |
| Nr. 7     | 4     | 31. Oktober 1875 | ca. 14 500        | 5 164           | 35,6 %            | Karl Karrer Gottlieb Riem Gottfried Joost Karl Schenk | FL FL FL          | 03 433 03 414 03 387 03 371                                           | 92,9 % 92,4 % 91,7 % 91,3 %                                           |
| Nr. 7     | 4     | 9. Januar 1876   | ca. 14 500        | 3 348           | 23,1 %            | Fritz Bühlmann Gottlieb Berger | FL FL             | 01 464 01 075                                                         | 43,7 % 32,1 %                                                         |
| Nr. 7     | 4     | 16. Januar 1876  | ca. 14 500        | 4 631           | 31,9 %            | Fritz Bühlmann Gottlieb Berger | FL FL             | 03 216 01 289                                                         | 69,4 % 27,8 %                                                         |
| Nr. 8     | 4     | 31. Oktober 1875 | ca. 17 300        | 7 756           | 44,8 %            | Johann Bützberger Albert Friedrich Born Alexander Bucher Rudolf Leuenberger Daniel Flückiger                                                                           | FL FL ER          | 05 782 05 751 05 705 03 357 02 822                                    | 88,9 % 88,5 % 87,8 % 51,6 % 43,4 %                                    |
| Nr. 9     | 3     | 31. Oktober 1875 | ca. 15 500        | 6 225           | 40,2 %            | Jakob Stämpfli Eduard Marti Friedrich Eggli Rudolf Häni | FL FL FL          | 04 876 04 613 03 370 01 614                                           | 88,5 % 83,7 % 61,2 % 29,3 %                                           |
| Nr. 10    | 5     | 31. Oktober 1875 | ca. 22 000        | 19 503          | 88,7 %            | Auguste-Adolphe Klaye Pierre Jolissaint Niklaus Kaiser Hippolyte Paulet Paul Migy Auguste Moschard Abraham Boivin Xavier Kohler Casimir Folletête Pierre-Joseph Koller | FL FL ER KK KK    | 10 212 10 193 10 185 10 164 10 134 08 595 08 588 08 521 08 505 08 499 | 53,9 % 53,8 % 53,8 % 53,7 % 53,5 % 45,4 % 45,4 % 45,0 % 44,9 % 44,9 % |

### Kanton Freiburg (6 Sitze)
| Wahlkreis | Sitze | Datum            | Wahlbe- rechtigte | Anzahl Wählende | Wahlbe- teiligung | Gewählte und Nichtgewählte                                                                    | Partei      | Stimmen                             | Anteil                                    |
| --------- | ----- | ---------------- | ----------------- | --------------- | ----------------- | --------------------------------------------------------------------------------------------- | ----------- | ----------------------------------- | ----------------------------------------- |
| Nr. 21    | 3     | 31. Oktober 1875 | 14 264            | 10 257          | 70,5 %            | Louis de Weck Laurent Chaney Arthur Techtermann Auguste Marmier Édouard Fasnacht Isaac Gendre | KK KK FL FL | 6 853 6 837 6 600 3 302 3 043 2 967 | 68,7 % 68,6 % 66,2 % 33,1 % 30,5 % 29,8 % |
| Nr. 22    | 3     | 31. Oktober 1875 | 14 836            | 10 564          | 71,2 %            | Joseph Jaquet Louis Grand Louis de Wuilleret Clément Robadey Alphonse Magnin Auguste Delley   | KK KK FL FL | 9 740 9 715 9 617 0 886 0 855 0 851 | 92,6 % 92,4 % 91,4 % 08,4 % 08,1 % 08,1 % |

### Kanton Genf (4 Sitze)
| Wahlkreis | Sitze | Datum            | Wahlbe- rechtigte | Anzahl Wählende | Wahlbe- teiligung | Gewählte und Nichtgewählte                                                                                          | Partei      | Stimmen                                   | Anteil                                           |
| --------- | ----- | ---------------- | ----------------- | --------------- | ----------------- | --- | ----------- | ----------------------------------------- | ------------------------------------------------ |
| Nr. 48    | 4     | 31. Oktober 1875 | 19 063            | 7 021           | 36,8 %            | Jean-Jacques Challet-Venel Antoine Carteret Charles Chalumeau Moïse Vautier Jakob Dubs Jules Plan Philippe Camperio | FL FL LM LM | 6 831 6 032 5 984 5 906 0 919 0 913 0 897 | 98,7 % 87,2 % 86,5 % 85,4 % 13,3 % 13,2 % 13,0 % |

### Kanton Glarus (2 Sitze)
| Wahlkreis | Sitze | Datum            | Wahlbe- rechtigte | Anzahl Wählende | Wahlbe- teiligung | Gewählte und Nichtgewählte                  | Partei   | Stimmen           | Anteil               |
| --------- | ----- | ---------------- | ----------------- | --------------- | ----------------- | ------------------------------------------- | -------- | ----------------- | -------------------- |
| Nr. 19    | 2     | 31. Oktober 1875 | 8 251             | 4 374           | 53,0 %            | Joachim Heer Niklaus Tschudi Esajas Zweifel | LM FL LM | 4 243 3 380 0 427 | 97,0 % 77,3 % 09,8 % |

### Kanton Graubünden (5 Sitze)
| Wahlkreis | Sitze | Datum                           | Wahlbe- rechtigte | Anzahl Wählende | Wahlbe- teiligung | Gewählte und Nichtgewählte                                                                      | Partei      | Stimmen                 | Anteil                      |
| --------- | ----- | ------------------------------- | ----------------- | --------------- | ----------------- | ----------------------------------------------------------------------------------------------- | ----------- | ----------------------- | --------------------------- |
| Nr. 32    | 2     | 31. Oktober 1875                | 8 912             | 6 196           | 69,5 %            | Simeon Bavier Johann Gaudenz von Salis Peter Salzgeber Josef Dedual                             | LM FL ER KR | 3 975 3 508 2 510 1 779 | 64,2 % 56,6 % 40,5 % 28,7 % |
| Nr. 33    | 2     | 31. Oktober 1875                | 8 722             | 6 164           | 70,7 %            | Johann R. von Toggenburg Anton Steinhauser Johann Anton Casparis sr. Johann Bartholome Caflisch | KK FL LM FL | 3 222 3 036 2 785 2 614 | 52,3 % 49,3 % 45,2 % 42,4 % |
| Nr. 33    | 2     | 11. November 1875 (2. Wahlgang) | 8 722             | 6 771           | 77,6 %            | Anton Steinhauser Johann Anton Casparis sr.                                                     | FL LM       | 3 924 2 811             | 58,0 % 41,5 %               |
| Nr. 34    | 1     | 31. Oktober 1875                | 4 266             | 2 423           | 56,8 %            | Andreas Rudolf von Planta Johann Albert Romedi Andrea Bezzola                                   | LM FL FL    | 0 923 0 791 0 609       | 38,1 % 32,6 % 25,1 %        |
| Nr. 34    | 1     | 21. November 1875 (2. Wahlgang) | 4 266             | 2 861           | 67,1 %            | Andreas Rudolf von Planta Johann Albert Romedi Andrea Bezzola                                   | LM FL FL    | 1 268 0 881 0 681       | 44,3 % 30,8 % 23,8 %        |
| Nr. 34    | 1     | 28. November 1875 (3. Wahlgang) | 4 266             | 3 123           | 72,1 %            | Johann Albert Romedi Andreas Rudolf von Planta                                                  | FL LM       | 1 559 1 547             | 50,0 % 49,2 %               |

### Kanton Luzern (7 Sitze)
| Wahlkreis | Sitze | Datum            | Wahlbe- rechtigte | Anzahl Wählende | Wahlbe- teiligung | Gewählte und Nichtgewählte                                    | Partei      | Stimmen                 | Anteil                      |
| --------- | ----- | ---------------- | ----------------- | --------------- | ----------------- | ------------------------------------------------------------- | ----------- | ----------------------- | --------------------------- |
| Nr. 11    | 2     | 31. Oktober 1875 | 10 606            | 6 062           | 57,2 %            | Josef Vonmatt Josef Zingg Josef Martin Knüsel Alois Räber     | FL LM KK    | 3 519 3 498 2 458 2 354 | 58,6 % 58,2 % 40,9 % 39,2 % |
| Nr. 12    | 1     | 31. Oktober 1875 | 4 415             | 1 347           | 30,5 %            | Josef Zemp                                                    | KK          | 1 297                   | 99,2 %                      |
| Nr. 13    | 2     | 31. Oktober 1875 | 9 134             | 5 877           | 64,3 %            | Vinzenz Fischer Johann Amberg Josef Martin Knüsel Alfred Jost | KK KK LM FL | 3 929 3 923 1 871 1 865 | 67,3 % 67,2 % 32,1 % 32,0 % |
| Nr. 14    | 2     | 31. Oktober 1875 | 9 256             | 3 893           | 42,1 %            | Franz Xaver Beck Philipp Anton von Segesser                   | KK KK       | 3 744 3 731             | 97,9 % 97,6 %               |

### Kanton Neuenburg (5 Sitze)
| Wahlkreis | Sitze | Datum            | Wahlbe- rechtigte | Anzahl Wählende | Wahlbe- teiligung | Gewählte und Nichtgewählte | Partei         | Stimmen                                                     | Anteil                                                                |
| --------- | ----- | ---------------- | ----------------- | --------------- | ----------------- | --- | -------------- | ----------------------------------------------------------- | --------------------------------------------------------------------- |
| Nr. 47    | 5     | 31. Oktober 1875 | 22 106            | 10 270          | 46,5 %            | Fritz Berthoud Édouard Desor Jules Philippin Louis Constant Lambelet Fritz Rüsser Eugène Borel Ferdinand Richard Édouard Perrochet Alfred Borel Louis Pernod | FL FL LM LM LM | 6 381 6 357 6 057 6 039 5 628 4 706 3 900 3 874 3 797 3 689 | 62,1 % 61,9 % 59,0 % 58,8 % 54,8 % 45,8 % 38,0 % 37,7 % 37,0 % 35,9 % |

### Kanton Nidwalden (1 Sitz)
| Wahlkreis | Sitze | Datum            | Wahlbe- rechtigte | Anzahl Wählende | Wahlbe- teiligung | Gewählte und Nichtgewählte | Partei | Stimmen | Anteil |
| --------- | ----- | ---------------- | ----------------- | --------------- | ----------------- | -------------------------- | ------ | ------- | ------ |
| Nr. 18    | 1     | 31. Oktober 1875 | 2 935             | 1 172           | 39,9 %            | Robert Durrer              | KK     | 1 059   | 90,4 % |

### Kanton Obwalden (1 Sitz)
| Wahlkreis | Sitze | Datum            | Wahlbe- rechtigte | Anzahl Wählende | Wahlbe- teiligung | Gewählte und Nichtgewählte     | Partei | Stimmen     | Anteil        |
| --------- | ----- | ---------------- | ----------------- | --------------- | ----------------- | ------------------------------ | ------ | ----------- | ------------- |
| Nr. 17    | 1     | 31. Oktober 1875 | 3 732             | 1 981           | 53,1 %            | Alois Reinert Nicolaus Hermann | KK LM  | 1 428 0 375 | 72,5 % 19,0 % |

### Kanton Schaffhausen (2 Sitze)
| Wahlkreis | Sitze | Datum            | Wahlbe- rechtigte | Anzahl Wählende | Wahlbe- teiligung | Gewählte und Nichtgewählte                            | Partei   | Stimmen           | Anteil               |
| --------- | ----- | ---------------- | ----------------- | --------------- | ----------------- | ----------------------------------------------------- | -------- | ----------------- | -------------------- |
| Nr. 26    | 2     | 31. Oktober 1875 | 7 620             | 5 613           | 73,7 %            | Heinrich Gustav Schoch Wilhelm Joos Robert Grieshaber | DL DL FL | 4 317 4 306 1 105 | 76,9 % 76,7 % 19,7 % |

### Kanton Schwyz (2 Sitze)
| Wahlkreis | Sitze | Datum            | Wahlbe- rechtigte | Anzahl Wählende | Wahlbe- teiligung | Gewählte und Nichtgewählte                | Partei   | Stimmen           | Anteil               |
| --------- | ----- | ---------------- | ----------------- | --------------- | ----------------- | ----------------------------------------- | -------- | ----------------- | -------------------- |
| Nr. 16    | 2     | 31. Oktober 1875 | 12 521            | 4 325           | 34,5 %            | Fridolin Holdener Ambros Eberle Alois Gyr | KK KK KK | 3 747 2 465 1 242 | 93,3 % 61,4 % 30,9 % |

### Kanton Solothurn (4 Sitze)
| Wahlkreis | Sitze | Datum            | Wahlbe- rechtigte | Anzahl Wählende | Wahlbe- teiligung | Gewählte und Nichtgewählte                              | Partei   | Stimmen                 | Anteil                      |
| --------- | ----- | ---------------- | ----------------- | --------------- | ----------------- | ------------------------------------------------------- | -------- | ----------------------- | --------------------------- |
| Nr. 23    | 4     | 31. Oktober 1875 | 17 404            | 7 906           | 45,4 %            | Leo Weber Hermann Dietler Simon Kaiser Carl Franz Bally | FL FL LM | 7 616 7 613 7 576 7 569 | 96,3 % 96,3 % 95,8 % 95,7 % |

### Kanton St. Gallen (10 Sitze)
| Wahlkreis | Sitze | Datum            | Wahlbe- rechtigte | Anzahl Wählende | Wahlbe- teiligung | Gewählte und Nichtgewählte | Partei               | Stimmen                                          | Anteil                                           |
| --------- | ----- | ---------------- | ----------------- | --------------- | ----------------- | --- | -------------------- | ------------------------------------------------ | ------------------------------------------------ |
| Nr. 29    | 4     | 31. Oktober 1875 | 18 924            | 14 184          | 75,0 %            | Arnold Otto Aepli Gustav Adolf Saxer Daniel Wirth-Sand Thomas Thoma Johann Gebhard Lutz Carl von Gonzenbach Johann Baptist Ruckstuhl   | LM DL LM DL KK ER KK | 13 249 07 685 07 672 07 572 05 957 05 834 05 801 | 93,4 % 54,2 % 54,1 % 53,4 % 42,0 % 41,1 % 40,9 % |
| Nr. 30    | 3     | 31. Oktober 1875 | 15 673            | 10 944          | 69,8 %            | Johann Baptist Gaudy Rudolf Hilty Johann Josef Huber Wilhelm Good Christian Rohrer Leonhard Gmür                                       | FL LM FL KK ER KK    | 05 510 05 464 05 353 05 085 05 022 04 933        | 51,7 % 51,3 % 50,3 % 47,8 % 47,2 % 46,3 %        |
| Nr. 31    | 3     | 31. Oktober 1875 | 15 752            | 14 461          | 91,8 %            | Johann Fridolin Müller Johann Joseph Keel Samuel Friedrich Rikli Georg Friedrich Anderegg Johann M. Hungerbühler Franz Anton Borsinger | KK KK ER LM FL FL    | 07 677 07 229 07 196 06 900 06 790 06 363        | 54,2 % 51,0 % 50,8 % 48,7 % 47,9 % 44,9 %        |

### Kanton Tessin (6 Sitze)
| Wahlkreis | Sitze | Datum            | Wahlbe- rechtigte | Anzahl Wählende | Wahlbe- teiligung | Gewählte und Nichtgewählte                                                                            | Partei      | Stimmen                             | Anteil                                    |
| --------- | ----- | ---------------- | ----------------- | --------------- | ----------------- | --- | ----------- | ----------------------------------- | ----------------------------------------- |
| Nr. 39    | 3     | 31. Oktober 1875 | 18 223            | 11 569          | 63,5 %            | Massimiliano Magatti Bernardino Lurati Carlo Pasta Carlo Battaglini Emilio Censi Alessandro Franchini | KK KK FL FL | 6 059 5 977 5 940 5 564 5 413 5 360 | 52,4 % 51,7 % 51,3 % 48,1 % 46,8 % 46,3 % |
| Nr. 40    | 3     | 31. Oktober 1875 | 17 778            | 9 794           | 55,1 %            | Michele Pedrazzini Carlo Vonmentlen Agostino Gatti Giuseppe Pedroli Giovanni Jauch Antonio Monighetti | KK KK FL FL | 5 775 5 728 5 602 4 122 3 990 3 846 | 59,0 % 58,5 % 57,2 % 42,1 % 40,7 % 39,3 % |

### Kanton Thurgau (5 Sitze)
| Wahlkreis | Sitze | Datum            | Wahlbe- rechtigte | Anzahl Wählende | Wahlbe- teiligung | Gewählte und Nichtgewählte                                                                   | Partei      | Stimmen                            | Anteil                             |
| --------- | ----- | ---------------- | ----------------- | --------------- | ----------------- | -------------------------------------------------------------------------------------------- | ----------- | ---------------------------------- | ---------------------------------- |
| Nr. 38    | 5     | 31. Oktober 1875 | 23 484            | 15 214          | 64,8 %            | Friedrich Heinrich Häberlin Johann Messmer Jakob Albert Scherb Severin Stoffel Gustav Merkle | FL LM DL FL | 13 433 13 360 13 037 12 985 11 957 | 91,9 % 91,4 % 89,2 % 88,9 % 81,8 % |

### Kanton Uri (1 Sitz)
| Wahlkreis | Sitze | Datum            | Wahlbe- rechtigte | Anzahl Wählende | Wahlbe- teiligung | Gewählte und Nichtgewählte | Partei | Stimmen | Anteil |
| --------- | ----- | ---------------- | ----------------- | --------------- | ----------------- | -------------------------- | ------ | ------- | ------ |
| Nr. 15    | 1     | 31. Oktober 1875 | 4 243             | 2 844           | 67,0 %            | Josef Arnold               | KK     | 2 235   | 86,9 % |

### Kanton Waadt (11 Sitze)
| Wahlkreis | Sitze | Datum            | Wahlbe- rechtigte | Anzahl Wählende | Wahlbe- teiligung | Gewählte und Nichtgewählte                                                                                      | Partei                | Stimmen                                         | Anteil                                                  |
| --------- | ----- | ---------------- | ----------------- | --------------- | ----------------- | --- | --------------------- | ----------------------------------------------- | ------------------------------------------------------- |
| Nr. 41    | 4     | 31. Oktober 1875 | 19 978            | 6 843           | 34,3 %            | Jakob Dubs Louis Ruchonnet Frédéric Chausson Louis Berdez Louis Mayor Marc Morel Aymon de Gingins Louis Rambert | LM FL LM FL LM sonst. | 5 749 4 748 4 254 3 455 3 031 2 464 1 997 0 623 | 84,0 % 69,4 % 62,2 % 50,5 % 44,3 % 36,0 % 29,2 % 09,1 % |
| Nr. 42    | 4     | 31. Oktober 1875 | 22 328            | 7 273           | 32,6 %            | Jean-Louis Demiéville Paul Wulliémoz Georges-Louis Contesse Pierre-Isaac Joly                                   | LM FL LM              | 7 018 6 797 6 668 6 432                         | 96,5 % 93,5 % 91,7 % 88,4 %                             |
| Nr. 43    | 3     | 31. Oktober 1875 | 15 025            | 6 215           | 41,7 %            | Louis-Henri Delarageaz Henri Reymond Charles Baud Paul André Aymon de Gingins                                   | FL FL LM LM           | 5 714 5 299 4 204 1 746 0 866                   | 91,9 % 85,3 % 67,6 % 28,1 % 13,9 %                      |

### Kanton Wallis (5 Sitze)
| Wahlkreis | Sitze | Datum            | Wahlbe- rechtigte | Anzahl Wählende | Wahlbe- teiligung | Gewählte und Nichtgewählte                                    | Partei   | Stimmen           | Anteil               |
| --------- | ----- | ---------------- | ----------------- | --------------- | ----------------- | ------------------------------------------------------------- | -------- | ----------------- | -------------------- |
| Nr. 44    | 2     | 31. Oktober 1875 | 9 686             | 5 278           | 54,5 %            | Hans Anton von Roten Victor de Chastonay Jean-Baptiste Graven | KK KK KK | 4 938 3 303 0 913 | 94,1 % 63,0 % 17,4 % |
| Nr. 45    | 1     | 31. Oktober 1875 | 4 339             | 1 825           | 42,1 %            | Ferdinand de Montheys Maurice Evéquoz                         | KK KK    | 1 481 0 316       | 81,3 % 17,3 %        |
| Nr. 46    | 2     | 31. Oktober 1875 | 10 718            | 5 995           | 55,9 %            | Louis Barman Alexandre Dénériaz Louis Gross                   | FL FL KK | 5 440 3 123 2 872 | 91,3 % 52,4 % 48,2 % |

### Kanton Zug (1 Sitz)
| Wahlkreis | Sitze | Datum            | Wahlbe- rechtigte | Anzahl Wählende | Wahlbe- teiligung | Gewählte und Nichtgewählte | Partei | Stimmen | Anteil |
| --------- | ----- | ---------------- | ----------------- | --------------- | ----------------- | -------------------------- | ------ | ------- | ------ |
| Nr. 20    | 1     | 31. Oktober 1875 | 4 690             | 1 474           | 31,4 %            | Alois Schwerzmann          | KK     | 1 375   | 97,6 % |

### Kanton Zürich (14 Sitze)
| Wahlkreis | Sitze | Datum                           | Wahlbe- rechtigte | Anzahl Wählende | Wahlbe- teiligung | Gewählte und Nichtgewählte | Partei         | Stimmen                                                                      | Anteil                                                                       |
| --------- | ----- | ------------------------------- | ----------------- | --------------- | ----------------- | --- | -------------- | ---------------------------------------------------------------------------- | ---------------------------------------------------------------------------- |
| Nr. 1     | 5     | 31. Oktober 1875                | 24 663            | 16 087          | 65,2 %            | Alfred Escher Johann Jakob Widmer Melchior Römer Heinrich Studer Jakob Dubs Johann Jakob Schäppi Johannes Ringger Heinrich Wettstein Karl Bürkli Rudolf Morf Wilhelm Hertenstein | LM LM DL DL LM | 08 796 08 112 08 013 07 911 06 448 06 383 05 839 05 767 05 318 04 846 02 258 | 62,2 % 57,4 % 56,7 % 55,9 % 45,6 % 45,1 % 41,3 % 40,8 % 37,6 % 34,3 % 16,0 % |
| Nr. 1     | 5     | 10. November 1875 (2. Wahlgang) | 24 663            | 14 688          | 59,6 %            | Wilhelm Hertenstein Johann Jakob Schäppi | LM DL          | 07 976 05 343                                                                | 54,3 % 36,4 %                                                                |
| Nr. 2     | 3     | 31. Oktober 1875                | 14 784            | 10 721          | 71,8 %            | Rudolf Zinggeler Johann Jakob Keller Johann Jakob Hasler | DL DL LM       | 07 905 07 786 07 749                                                         | 96,8 % 95,3 % 94,9 %                                                         |
| Nr. 3     | 3     | 31. Oktober 1875                | 15 730            | 12 527          | 79,6 %            | Gottlieb Ziegler Salomon Bleuler Friedrich Salomon Vögelin Wilhelm Hertenstein                                                                                                   | DL DL LM       | 10 040 08 924 05 768 04 698                                                  | 96,1 % 85,4 % 55,2 % 45,0 %                                                  |
| Nr. 4     | 3     | 31. Oktober 1875                | 15 749            | 11 445          | 72,7 %            | Johann Jakob Scherer Friedrich Scheuchzer Johannes Moser Jakob Rüedi | DL DL LM       | 07 010 06 454 05 669 02 379                                                  | 84,2 % 77,6 % 68,1 % 28,6 %                                                  |
| Nr. 4     | 3     | 12. Januar 1876                 | 15 749            | 7 388           | 46,9 %            | Ludwig Forrer Jakob Rüedi | DL LM          | 06 244 0 728                                                                 | 84,5 % 09,9 %                                                                |

## Ersatzwahlen bis 1878
Aufgrund von Vakanzen während der darauf folgenden 10. Legislaturperiode fanden in sieben Wahlkreisen zehn Ersatzwahlen statt.
| Wahlkreis / Kanton | Ersatz für            | Datum                         | Wahlbe- rechtigte | Anzahl Wählende | Wahlbe- teiligung | Gewählte und Nichtgewählte                                  | Partei      | Stimmen                 | Anteil                      |
| ------------------ | --------------------- | ----------------------------- | ----------------- | --------------- | ----------------- | ----------------------------------------------------------- | ----------- | ----------------------- | --------------------------- |
| Nr. 3 (ZH)         | Gottlieb Ziegler      | 13. Mai 1877                  | 15 890            | 11 318          | 71,2 %            | Gottlieb Ziegler Heinrich Bosshard                          | DL LM       | 5 578 5 558             | 49,3 % 49,1 %               |
| Nr. 3 (ZH)         | Gottlieb Ziegler      | 27. Mai 1877 (2. Wahlgang)    | 15 892            | 12 847          | 80,3 %            | Heinrich Bosshard Gottlieb Ziegler                          | LM DL       | 6 649 6 122             | 51,8 % 47,7 %               |
| Nr. 12 (LU)        | Josef Zemp            | 22. Oktober 1876              | 4 388             | 2 443           | 55,7 %            | Alois Räber Joseph Fischer                                  | KK FL       | 1 448 0 959             | 59,3 % 39,3 %               |
| Nr. 34 (GR)        | Johann Albert Romedi  | 23. Juli 1876                 | ca. 4 250         | 2 636           | 62,0 %            | Andreas Rudolf von Planta Andrea Bezzola                    | LM FL       | 1 651 0 924             | 62,6 % 35,1 %               |
| Nr. 36 (AG)        | Hans Weber            | 16. Januar 1876               | 17 197            | 13 345          | 77,6 %            | Johann Rohr Johann Josef Meier                              | LM KK       | 7 758 4 324             | 58,1 % 32,4 %               |
| Nr. 41 (VD)        | Jakob Dubs            | 23. Januar 1876               | 20 006            | 5 941           | 29,7 %            | Marc Morel Louis Mayor                                      | LM FL       | 3 053 2 817             | 51,4 % 47,4 %               |
| Nr. 41 (VD)        | Frédéric Chausson     | 30. April 1876                | 19 865            | 8 419           | 42,4 %            | Louis Mayor Paul Cérésole                                   | FL LM       | 5 260 3 047             | 62,5 % 36,2 %               |
| Nr. 41 (VD)        | Louis Berdez          | 18. Februar 1877              | 19 721            | 6 081           | 30,8 %            | Abraham Vourloud Aymon de Gingins                           | LM FL       | 3 238 2 724             | 53,3 % 44,8 %               |
| Nr. 42 (VD)        | Jean-Louis Demiéville | 14. Januar 1877               | 22 068            | 9 811           | 44,5 %            | Jules Vautier Alfred Dufour Gustave de Guimps Eugène Rochaz | LM FL LM LM | 4 276 2 800 1 046 0 942 | 43,6 % 28,5 % 10,7 % 09,6 % |
| Nr. 42 (VD)        | Jean-Louis Demiéville | 21. Januar 1877 (2. Wahlgang) | 23 250            | 10 981          | 47,2 %            | Jules Vautier Alfred Dufour                                 | LM FL       | 6 950 3 839             | 63,3 % 35,0 %               |
| Nr. 43 (VD)        | Henri Reymond         | 6. Mai 1877                   | 14 724            | 6 839           | 46,4 %            | Théodore du Plessis Aymon de Gingins                        | FL LM       | 3 784 3 027             | 55,3 % 44,2 %               |

## Quelle
- Erich Gruner: Die Wahlen in den Schweizerischen Nationalrat 1848–1919. Band 3. Francke Verlag, Bern 1978, ISBN 3-7720-1445-3, S. 143–155.